# أندي دنكان (كرة سلة)
أندي دنكان (بالإنجليزية: Andy Duncan)‏ مواليد 17 أبريل 1922 - الوفاة 12 أبريل 2006، كان لاعب كرة سلة أمريكي. بدأ مسيرته الاحترافية في سنة 1947. تم اختياره من قبل فريق نيويورك نيكس خلال الدرافت. بلغ طوله 6 قدم 6 بوصة (2.0 م). اعتزل اللعب في 1951. لعب مع سكرامنتو كينغز وبوسطن سيلتكس.

## روابط خارجية
- أندي دنكان على موقع إن بي أي (الإنجليزية)
- أندي دنكان على موقع سبورتس رفرنس (الإنجليزية)
- أندي دنكان على موقع ريلجم (الإنجليزية)
- أندي دنكان على موقع بروبوليرز (الإنجليزية)
- أندي دنكان على موقع سبورتس رفرنس (الإنجليزية)